# تروي بيل (سياسي)
تروي بيل (بالإنجليزية: Troy Bell)‏ هو صاحب مطعم وشخصية أعمال وسياسي أسترالي، ولد في 5 سبتمبر 1973 في مونت غامبير في أستراليا. حزبياً، نشط في حزب أستراليا الليبرالي (فرع جنوب أستراليا) ‏. في 2014 South Australian state election ‏، انتخب عضو مجلس النواب جنوب أستراليا من الجمعية عن دائرة Electoral district of Mount Gambier ‏ وقد انضم خلال فترته النيابية ‏ (15 مارس 2014 – )  للكتلة البرلمانية حزب أستراليا الليبرالي (فرع جنوب أستراليا) ‏.